# ATP Challenger Santiago de Chile-4
Der ATP Challenger Santiago de Chile (offiziell: Cerveza Cristal) war ein Tennisturnier, das zwischen 1997 und 1998 in Santiago de Chile, Chile, stattfand. Es gehörte zur ATP Challenger Tour und wurde im Freien auf Sand gespielt.

## Liste der Sieger

### Einzel
| Jahr | Sieger        | Finalgegner       | Ergebnis      |
| ---- | ------------- | ----------------- | ------------- |
| 1998 | Gastón Gaudio | Karim Alami       | 6:2, 3:6, 6:4 |
| 1997 | Oliver Gross  | Francisco Cabello | 6:2, 6:2      |

### Doppel
| Jahr | Sieger                        | Finalgegner                       | Ergebnis |
| ---- | ----------------------------- | --------------------------------- | -------- |
| 1998 | Enzo Artoni Federico Browne   | Hermes Gamonal Ricardo Schlachter | 6:2, 6:4 |
| 1997 | Mariano Hood Sebastián Prieto | Diego del Río Mariano Puerta      | 7:5, 6:1 |